# Phreatia caulescens
Phreatia caulescens är en orkidéart som beskrevs av Oakes Ames. Phreatia caulescens ingår i släktet Phreatia och familjen orkidéer. Inga underarter finns listade i Catalogue of Life.